# Untouchables
Untouchables (englisch für „Unberührbare“) ist das fünfte Studioalbum der US-amerikanischen Nu-Metal-Band Korn. Es erschien im Juni 2002 und avancierte zum Millionenseller und Nummer-eins-Erfolg.

## Entstehung und Veröffentlichung
Die Erstveröffentlichung von Untouchables erfolgte am 10. Juni 2002 bei Epic Records. Das Album erschien in seiner Originalausführung als CD (Katalognummer: 501770 2) und LP (Katalognummer: 501770 1) mit 14 Titeln. Es erschien nach einer dreijährigen Pause, in der sich die Bandmitglieder etwa um Nebenprojekte oder Filmsoundtracks kümmerten.
Um das Jahr 2001, auch während den Aufnahmen des Albums, kam es zu Spannungen in der Band, die sich auch während der anschließenden Tour fortsetzten. Es wurden einige Auftritte mit Static-X gespielt, um die neuen Songs live auszuprobieren. Auch trat die Band beim Ozzfest auf.
Geschrieben wurden die Lieder allesamt zusammen von den Korn-Mitgliedern. Für die Produktion zeichnete Michael Beinhorn verantwortlich. Die Abmischung erfolgte unter der Leitung von Andy Wallace. Es wurden verstärkt Synthesizer und Gesangseffekte verwendet, letzteres etwa bei Hollow Life. Der Gitarrenklang wurde als „ineinanderschmelzend“ bezeichnet und etwa mit Helmet verglichen.

## Titelliste
1. Here to Stay – 4:32
2. Make Believe – 4:37
3. Blame – 3:51
4. Hollow Life – 4:09
5. Bottled Up Inside – 4:00
6. Thoughtless – 4:33
7. Hating – 5:10
8. One More Time – 4:40
9. Alone I Break – 4:17
10. Embrace – 4:27
11. Beat It Upright – 4:16
12. Wake Up Hate – 3:13
13. I’m Hiding – 3:57
14. No One’s There – 5:06
15. Here to Stay (T-ray-Remix) (Hidden Track)

## Rezeption

### Preise
Mit dem Song Here to Stay gewann die Band 2003 den Grammy Award for Best Metal Performance.

### Rezensionen
Im Visions wurde die Platte als „brutalster Kompromiss der Musikwelt“ bezeichnet. Die Band befriedige Fans und Kritiker, klinge zugleich anders und unverwechselbar. Gelobt wurde auch „der dunkle Charakter der Platte“. Dennoch sei die Band inzwischen wie „ein Stück ungetoastetes Weißbrot mit fingerdick Nutella: Manchmal gibt es nichts besseres, auf Dauer kann das aber nicht alles sein.“ Laut Bradley Torreano von Allmusic.com seien die Melodien auf dem Album „wichtiger“ als zuvor, zugleich seien Korn „experimenteller“. Kritisiert wurden vor allem die Texte, die zu oft in die Korn-typische „werde-ich-etwa-verrückt?-Falle“ fielen. Die Wertung lag bei drei von fünf Sternen.

## Kommerzieller Erfolg

### Chartplatzierungen
| ChartsChartplatzierungen       | Höchstplatzierung | Wochen |
| ------------------------------ | ----------------- | ------ |
| Deutschland (GfK)              | 1 (17 Wo.)        | 17     |
| Österreich (Ö3)                | 2 (20 Wo.)        | 20     |
| Schweiz (IFPI)                 | 5 (17 Wo.)        | 17     |
| Vereinigte Staaten (Billboard) | 2 (34 Wo.)        | 34     |
| Vereinigtes Königreich (OCC)   | 4 (15 Wo.)        | 15     |

| ChartsJahrescharts (2002)      | Platzierung |
| ------------------------------ | ----------- |
| Deutschland (GfK)              | 48          |
| Österreich (Ö3)                | 38          |
| Schweiz (IFPI)                 | 92          |
| Vereinigte Staaten (Billboard) | 53          |

### Auszeichnungen für Musikverkäufe
| Land/Region                  | Auszeichnungen für Musikverkäufe (Land/Region, Auszeichnung, Verkäufe) | Verkäufe  |
| ---------------------------- | ---------------------------------------------------------------------- | --------- |
| Australien (ARIA)            | Platin                                                                 | 70.000    |
| Mexiko (AMPROFON)            | Gold                                                                   | 75.000    |
| Neuseeland (RMNZ)            | Gold                                                                   | 7.500     |
| Vereinigte Staaten (RIAA)    | Platin                                                                 | 1.000.000 |
| Vereinigtes Königreich (BPI) | Gold                                                                   | 100.000   |
| Insgesamt                    | 3× Gold · 2× Platin ·                                                  | 1.252.500 |